# Gare de Saint-Thégonnec
Gare de Saint-Thégonnec vasútállomás Franciaországban, Saint-Thégonnec településen.

## Vasútvonalak
Az állomást az alábbi vasútvonalak érintik:
- Párizs–Brest-vasútvonal

## Kapcsolódó állomások
A vasútállomáshoz az alábbi állomások vannak a legközelebb:
- Gare de Pleyber-Christ (Paris Gare Montparnasse, Párizs–Brest-vasútvonal)
- Gare de Guimiliau (Gare de Brest, Párizs–Brest-vasútvonal)